# Gu-Gu Play for You
»Gu-Gu Play for You« je skladba skupine Gu-Gu iz leta 1985. Soavtorja glasbe sta Čarli Novak in Tomo Jurak, slednji pa je sam napisal besedilo.

## Snemanje
Aranžma je naredil Čarli Novak, snemanje pa je potekalo v studiu Metro v Ljubljani. Skladba je izšla na njihovem debitantskem studijskem albumu Ta veseli dan ali Gu-Gu Play for You pri založbi ZKP RTV Ljubljana.

## Zasedba

### Produkcija
- Čarli Novak – glasba, producent, aranžma
- Tomo Jurak – glasba, besedilo, producent
- Tone Dimnik – producent
- Peter Gruden – tonski snemalec

### Studijska izvedba
- Čarli Novak – bas kitara, vokal
- Tomo Jurak – solo vokal
- Tone Dimnik – bobni, vokal
- Igor Ribič – vokal

### Gostje
- Tomaž Kozlevčar
- Grega Forjanič
- Oto Pestner
- Tadej Hrušovar
- Lojze Krajnčan